# 川村栄二
川村 栄二（かわむら えいじ、1946年12月6日 - 2025年5月11日）は、日本の作曲家、編曲家、ギタリスト。北海道小樽市出身。

## 経歴
少年時代にギターにはまり、北海道大学の軽音楽クラブに入る。大学を中退し、キャバレーでバンドマンをしていた時に、大学の先輩の誘いでネム音楽院の講師になる。講師と並行して因幡晃や高木麻早などヤマハに所属するアーティストのバックバンドも務めるようになる。
しかし、自身のプレイヤーとしての技量に限界を感じ、32歳の時から本格的にアレンジャーとして活動。1981年にテレビドラマ『拳骨にくちづけ』から劇伴を担当する。1983年に『小説吉田学校』の映画版で本格的に劇伴を手掛けるようになる。アカデミックな音楽教育を受けたことが無いので、『小説吉田学校』で初めて劇伴を手がけた時は手探りであったという。宇崎竜童の推薦で『仮面ライダーBLACK』の劇伴を担当、その後も吉川進の推薦で多くの東映特撮作品に関わった。
アニメや特撮、時代劇などの音楽、歌謡曲の編曲など、様々なジャンルを手掛け、映像作品以外の楽曲では編曲のみ担当することが多い。
既婚。妻は1976年5月の第11回ヤマハポピュラーソングコンテスト・つま恋本選会で入賞し、同コンテスト・第14回つま恋本選会では川上賞を受賞、その後にデビューした歌手の本間由里（本間ゆり）。
2025年5月11日死去。78歳没。2日後の13日には作詩家の及川眠子が自身のX（旧Twitter）にて川村が亡くなったことを明らかにした。

## 音楽担当作品

### テレビ
- 拳骨にくちづけ（1981年）
- あんちゃん（1982年）
- 忍者戦士飛影（1985年）
- 光の伝説（1986年）
- 銭形平次（1987年）
- 年末時代劇スペシャル
  - 田原坂（1987年）
  - 五稜郭（1988年）
- 仮面ライダーシリーズ
  - 仮面ライダーBLACK（1987年）
  - 仮面ライダーBLACK RX（1988年）
- 八百八町夢日記（1989年）
- 樅ノ木は残った（1990年、里見浩太朗時代劇スペシャル）
- 本格時代劇スペシャル『はやぶさ新八御用帳 大奥の恋人』（1990年）
- 闇を斬る!大江戸犯科帳（1993年）
- スーパー戦隊シリーズ
  - 五星戦隊ダイレンジャー（1993年）
  - 忍者戦隊カクレンジャー（1994年）
  - 4週連続スペシャル スーパー戦隊最強バトル!!（2019年3月3日）[注釈 1]
- 火曜サスペンス劇場
  - 『松本清張スペシャル・喪失の儀礼』（1994年）
  - 『警視庁鑑識班』（1996年 - 2005年）
  - 『松本清張スペシャル・恐喝者』（1997年）
  - 『身辺警護』（1998年 - 2003年、全12作のうち第10作以外）
  - 『どうぞ安らかに』（2001年 - 2003年）
- 重甲ビーファイター（1995年）
- 警視庁鑑識班2004（2004年）
- DRAMA COMPLEX
  - 『たそがれ葬儀屋探偵の災難』（2005年）

### 映画
- 小説吉田学校（1983年）
- 真夜中のボクサー（1983年）
- 旅芝居行進曲（1984年）
- ムッちゃんの詩（1985年）
- 世界最強のカラテ キョクシン（1985年）
- ボクの女に手を出すな（1986年）
- 仮面ライダーシリーズ
  - 仮面ライダーBLACK 鬼ヶ島へ急行せよ（1988年）
  - 仮面ライダーBLACK 恐怖! 悪魔峠の怪人館（1988年）
  - 仮面ライダーZO（1993年）
  - 仮面ライダーJ（1994年）
- ビー・バップ・ハイスクール 高校与太郎完結篇（1988年）※たかしまあきひことの共作
- 花の季節（1990年）※鈴木キサブローとの共作
- 五星戦隊ダイレンジャー（1993年）
- 忍者戦隊カクレンジャー（1994年）
- 重甲ビーファイター（1995年）
- BLACKJACK（1996年）
- 仔犬ダンの物語（2002年）
- 17才 〜旅立ちのふたり〜（2003年）
- あずみ2 Death or Love（2005年）

### ビデオ
- 冥王計画ゼオライマー（1988年）
- 女バトルコップ（1990年）
- 強殖装甲ガイバー（1992年、第2シリーズ）※小六禮次郎との共作、音楽ディレクターも兼任
- 大予言/復活の巨神（1992年）
- 超力戦隊オーレンジャー オーレVSカクレンジャー（1996年）
- ブラック・ジャック（1996年 - 2011年：劇場版、OVA版カルテVI - XII）

### 配信ドラマ
- 忍者戦隊カクレンジャー 第三部・中年奮闘編（2024年）

## 楽曲提供
- infix
  - 愛が止まらない（1993年、『仮面ライダーZO』主題歌）
  - 微笑みの行方（1993年、『仮面ライダーZO』挿入歌）
- 樫原伸彦
  - 必殺ファイタークラッシュ!!（1994年、『忍者戦隊カクレンジャー』挿入歌）
- 水木一郎
  - 永遠のために君のために（1989年、『仮面ライダーBLACK RX』挿入歌） ※編曲：石田勝範
- 宮内タカユキ
  - 仮面ライダーBLACK RX（1988年、『仮面ライダーBLACK RX』オープニングテーマ）
  - 光の戦士（1989年、『仮面ライダーBLACK RX』挿入歌）
  - バトル oh! RX（1989年、『仮面ライダーBLACK RX』挿入歌）
  - イントゥ デンジャー カクレンジャー（1994年、『忍者戦隊カクレンジャー』挿入歌）
  - 忍者でいこう、デデンのデン（1994年、『忍者戦隊カクレンジャー』挿入歌）

## 編曲

### あ行
- 逢川まさき
  - 泣けない女（2012年、作曲：田尾将実）
  - 恋のぬけがら（2012年、作曲：大道一郎）
- 青江三奈
  - しのび逢いそっと（1998年、作曲：浜圭介）
- 麻倉未稀
  - ビリー・ジーン（作曲：マイケル・ジャクソン）
- 浅田あつこ
  - さよならのない別れ（1996年、作曲：樋口義高）
  - 一秒ごとに…（1999年、作曲：内田薫）
  - 大阪おばけ（2002年、作曲：弦哲也）
- あさみちゆき
  - 青春のたまり場（作曲：杉本眞人）
- 安藤みゆき
  - オンナ二人ヨコハマ（2020年）
- 石川さゆり
  - 心の酒（1994年、作曲：小椋佳）
  - 北の女房（1995年、作曲：岡千秋）
  - 日本海の詩（1995年、作曲：宇崎竜童）
  - 昭和夢つばめ（1996年、作曲：市川昭介）
  - 残照恋鏡（1997年、作曲：宇崎竜童）
  - 転がる石（2002年、作曲：杉本眞人）
  - 人間模様（2003年、作曲：杉本眞人）
  - 惚れたが悪いか（2009年、作曲：岡千秋）
  - 浜唄（2012年、作曲：弦哲也）
- 石川さゆり・前川清
  - 愛よ静かに眠れ（2013年、作曲：都志見隆）
- 石原詢子
  - 三日月情話（1994年、作曲：川口真）
  - 夜汽車（1994年、作曲：川口真）
- 五木ひろし
  - それは…黄昏（1988年、作曲：杉本真人）
  - 母人よ（1991年、作曲：三木たかし）
  - 京都恋歌（2000年、作曲：田尾将実）
  - 山河（2000年、作曲：堀内孝雄）
  - 逢いたかったぜ（2001年、作曲：上原げんと）
  - 北物語（2003年、作曲：船村徹）
  - ふりむけば日本海（2005年、作曲：五木ひろし）
  - 献身（2006年、作曲：五木ひろし）
  - この愛に死んでも（2008年、作曲：五木ひろし）
  - 恋歌酒場（2018年、作曲：徳久広司）
- 伊藤つかさ
  - ハートの季節（作曲：都倉俊一）
- 伊藤麻衣子
  - 微熱かナ（作曲：来生たかお）
  - 夢の入口（作曲：梅垣達志）
  - 秋のほほづえ（作曲：岩里未央）
- 上田正樹
  - 望郷（1989年、『せんせい』主題歌 作曲：三木たかし）
- 尾崎紀世彦
  - 愛の追跡（1982年、作曲：筒美京平）
  - 星女よ（1992年、作曲：大津あきら）
  - ふるさとの五月（1995年、作曲：大津あきら）みんなのうた
- 音つばめ
  - 愛の終りに（作曲：花岡優平）

### か行
- 風間杜夫
  - 恋びとたち（1984年、『暴れ九庵』主題歌 作曲：鈴木キサブロー）
- 桂銀淑
  - 真夜中のシャワー（1990年、作曲：浜圭介）
  - 悲しみの訪問者（1991年、作曲：三木たかし）
  - 未来女（みらいびと）（1991年、作曲：G. NACASH）
  - ソファーにパジャマを座らせて（1996年、作曲：杉本真人）
  - 「Yes」と答えて（1997年、作曲：弦哲也）
  - 昭和最後の秋のこと（1999年、作曲：浜圭介）
  - あなたのそばに（2001年、作曲：浜圭介）
- 桂銀淑・堀内孝雄
  - 都会の天使たち（1992年、作曲：堀内孝雄）
- 加藤登紀子
  - グッバイ・サドネス（1981年、作曲：オノ・ヨーコ）
  - 海辺の旅（1986年、作曲：木下忠司）
  - 百万本のバラ（1987年、作曲：ライモンズ・パウルス）
- 門倉有希
  - どうせ東京の片隅に（1995年、作曲：浜圭介）
  - どん底（1996年、作曲：浜圭介）
  - 少年（2005年、作曲：浜圭介）
- 川中美幸・松平健
  - 名場面（2012年、作曲：宇崎竜童）
- 北川大介
  - おまえだけなのさ（2000年、作曲：夏川寿里亜）
  - 冬の嵐（2003年、作曲：原譲二）
- 北原ミレイ
  - 悲歌（1985年、作曲：丹羽応樹）
  - バラよ 咲きなさい（2016年、作曲：徳久広司）
- 憲三郎＆ジョージ山本
  - 浪漫-ROMAN-（1996年、作曲：原譲二）
- 研ナオコ
  - 迷子（1993年、作曲：都志見隆）
  - Mary Jane（1993年、作曲：つのだひろ）
- 小泉今日子
  - 半分少女（1983年、作曲：筒美京平）
  - 夏のタイムマシーン（1988年、作曲：筒美京平）
- 香西かおり
  - 花挽歌（1992年、作曲：三木たかし）
  - 無言坂（1993年、作曲：玉置浩二）
  - ごむたいな（1995年、作曲：後藤次利）
  - 人形（おもちゃ）（1997年、作曲：浜圭介）
  - 秋田ポンポン節（2007年、作曲：浜圭介）
- 香坂みゆき
  - 東京が好き（1983年、作曲：水越恵子）
- 伍代夏子
  - 満月（2000年、作曲：杉本眞人）
- 小林旭
  - あれから（1993年、作曲：鈴木キサブロー）
  - 腕に虹だけ（1995年、作曲：ひうら一帆）
- 小林旭・浅丘ルリ子
  - いとしいとしというこころ（作曲：鈴木キサブロー）
- 小林幸子
  - 雨の屋台酒（1994年、作曲：弦哲也）
  - 越後情話（1996年、作曲：弦哲也）
  - いそしぎ（2004年、作曲：弦哲也）
- 小柳ルミ子
  - はずかしがらずに男たちよ（1991年、作曲：三木たかし・川口真）

### さ行
- サーカス
  - 風のメルヘン（『まんが日本史』エンディングテーマ、作曲：佐藤健）
- 榊原郁恵
  - 女友達代表（1985年、作曲：ダ・カーポ）
  - プロ・ポーズ（1986年、作曲：ダ・カーポ）
  - もうひとりの女友達代表（1986年、作曲：ダ・カーポ）
- 坂本冬美
  - うりずんの頃（2002年、作曲：永井龍雲）
  - 百夜行（2017年、作曲：弦哲也）
- さとう宗幸
  - 萌ゆる想い（1981年、『2年B組仙八先生』主題歌 作曲：さとう宗幸）
- 里見浩太朗
  - 男の駅舎（えき）（作曲：弦哲也）
- 沢田美紀
  - 歌姫（2006年、作曲：都志見隆）
- 島田歌穂
  - 明日の夜から（1990年、作詞・作曲：都志見隆）
  - All You Need Is Music（1990年、作曲：羽場仁志）
  - あの頃のまま（1992年、作曲：呉田軽穂）
- 神野美伽
  - 酔守唄（1992年、作曲：都志見隆）
  - 2002年ばあちゃん音頭（2002年、作曲：サスケ）
- 杉良太郎
  - ひとり旅（2016年、作曲：弦哲也）
- 千昌夫
  - 夢追い人（1994年、作曲：杉本真人）
  - 酒暦（1998年、作曲：佐瀬寿一）

### た行
- 高倉一朗
  - さよならのかけらを集めて（2020年、作曲：田尾将実）

- チョー・ヨンピル
  - 想いで迷子-2 -悲しみだけで眠れるように-（1988年、作曲：三木たかし）
  - 悲しみのゆくえ（1989年、作曲：三木たかし）
  - 愛の共犯者（1991年、作曲：羽場仁志）
  - 紅い落葉（1991年、作曲：浜圭介）

- 天童よしみ
  - 樹（2005年、作曲：平尾昌晃）
- 徳永英明
  - BIRDS（1987年、作曲：徳永英明）
  - 輝きながら…（1987年、フジカラー「スーパーHR」CMソング、作曲：鈴木キサブロー）
  - ため息のステイ（1987年、作曲：徳永英明）

### な行
- 内藤やす子
  - 街角すみれ（1987年、作曲：鈴木キサブロー）
- 中澤裕子
  - カラスの女房（1998年、作曲：堀内孝雄）
- 中条きよし
  - 抱擁の切れ間（2000年、作曲：岡千秋）
  - 冬萌え（2009年、作曲：杉本眞人）
  - つくづく一途（2018年、作曲：都志見隆）
- 中西りえ
  - おんな牛若　運命橋（2017年、作曲：樋口義高）
  - ニッポン女子のお出ましよ（2017年、作曲：樋口義高）
- 中村雅俊
  - 心の色（1981年、『われら動物家族』主題歌、作曲：木森敏之）
  - 君の国（1982年、『女かじき特急便』主題歌、作曲：木森敏之）
  - 瞬間（ひととき）の愛（1983年、『必殺渡し人』主題歌、作曲：平尾昌晃）
- なかやまて由希
  - 抱擁(1982年、「Gメン82」主題歌、作曲:筒美京平)
- 野口五郎
  - 19:00の街（1983年、作曲：筒美京平）
  - 過ぎ去れば夢は優しい（1983年、作曲：筒美京平）
  - 停車場（1984年、作曲：高森悦郎）
  - 少し抱かれて（1987年、作曲：筒美京平）
  - 流沙れて（1990年、作曲：伊藤薫）

### は行
- 原田悠里
  - ビロードの夢（1997年、作曲：原譲二）
- 藤井香愛
  - 東京ルージュ（2018年、作曲：弦哲也）
  - モナリザ～微笑みをください～（2018年、作曲：弦哲也）
- 堀内孝雄
  - 少年たちよ（1983年、東宝映画「小説吉田学校」主題歌、作曲：堀内孝雄）※羽田健太郎と共同
  - 憧れ遊び（1985年、日本テレビ系全国ネット「忠臣蔵」主題歌、作曲：堀内孝雄）
  - 愛しき日々（1986年、日本テレビ系全国ネット「白虎隊」主題歌、作曲：堀内孝雄）
  - 青春（ゆめ）追えば（1986年、作曲：堀内孝雄）
  - 遥かな轍（1987年、日本テレビ系年末ドラマ「田原坂」主題歌、作曲：堀内孝雄）
  - ガキの頃のように（1988年、テレビ朝日系ドラマ「はぐれ刑事純情派」主題歌、作曲：堀内孝雄）
  - 冗談じゃねえ（1989年、テレビ朝日系ドラマ「はぐれ刑事純情派」主題歌、作曲：堀内孝雄）
  - 川は泣いている（1990年わテレビ朝日系ドラマ シリーズ・街「川は泣いている、主題歌 作曲：堀内孝雄）
  - 今日も最高やねェ！（1990年、作曲：堀内孝雄）
  - 青春でそうろう（1990年、日本テレビ系年末ドラマ「勝海舟」テーマ曲、作曲：堀内孝雄）
  - 恋唄綴り（1990年、テレビ朝日系ドラマ「はぐれ刑事純情派」主題歌、作曲：堀内孝雄）
  - さよならだけの人生に（1991年、テレビ朝日系ドラマ「はぐれ刑事純情派」主題歌、作曲：堀内孝雄）
  - 恋文（1991年、日本テレビ系年末ドラマ「源義経」主題歌、作曲：堀内孝雄）
  - 遠き日の少年（1991年、テレビ東京12時間ドラマ「天下の副将軍水戸光圀 徳川御三家の激闘」主題歌、作曲：堀内孝雄）
  - 影法師（1993年、テレビ朝日系ドラマ「はぐれ刑事純情派」主題歌、作曲：堀内孝雄）
  - 波の調べに（1993年、日本テレビ系年末ドラマ「鶴姫伝奇 -興亡瀬戸内水軍-」主題歌、作曲：堀内孝雄）
  - 夢酔枕（1995年、テレビ朝日系ドラマ「はぐれ医者・お命預かります!」主題歌、作曲：堀内孝雄）
  - 酔いれんぼ（1996年、テレビ朝日系ドラマ「はぐれ刑事純情派」主題歌、作曲：堀内孝雄）
  - 愛が見えますか（1997年、テレビ朝日系ドラマ「はぐれ刑事純情派」主題歌、作曲：堀内孝雄）
  - 坂道（1997年、テレビ朝日系時代劇スペシャル「赤ひげ」主題歌、作曲：堀内孝雄）
  - 竹とんぼ（1998年、テレビ朝日系ドラマ「はぐれ刑事純情派」主題歌、作曲：堀内孝雄）
  - カラスの女房（1998年、テレビ朝日系ドラマ「はぐれ刑事純情派」主題歌、作曲：堀内孝雄）
  - 続・竹とんぼ 青春のしっぽ（1999年、テレビ朝日系ドラマ「はぐれ刑事純情派、主題歌 作曲：堀内孝雄）
  - 時代屋の恋（2001年、テレビ朝日系ドラマ「はぐれ刑事純情派」主題歌、作曲：堀内孝雄）
  - 灯（2002年、作曲：堀内孝雄）
  - 河（2003年、テレビ朝日系ドラマ「はぐれ刑事純情派」主題歌、作曲：堀内孝雄）
  - 不忍の恋（2006年、作曲：堀内孝雄）
  - 男が抱えた寂しさ（2007年、作曲：堀内孝雄）
  - 愛すべき男たち（2010年、作曲：堀内孝雄）
  - 面影橋（2011年、作曲：堀内孝雄）
- 堀内孝雄・五木ひろし
  - ふたりで馬鹿をやろうじゃないか（2005年、『はぐれ刑事純情派ファイナル』主題歌、作曲：杉本真人）

### ま行
- 前川清
  - 愛がほしい（1988年、作曲：伊藤薫）
  - 男と女の破片（1991年、作曲：都志見隆）
  - 夢一秒（1992年、作曲：都志見隆）
  - 別れ曲でも唄って（1993年、作曲：都志見隆）
  - 悲しみの恋世界（1993年、作曲：都志見隆）
  - 抱きしめて（1996年、作曲：浜圭介）
  - 薔薇のオルゴール（1997年、作曲：杉本真人）
  - 天使のえくぼ（1998年、作曲：近江孝彦）
  - おいしい水（2004年、作曲：都志見隆）
  - 君が恋しくて（2013年、作曲：原譲二）
  - 夢の隣り（2015年、作曲：弦哲也）
  - 都風（2016年、作曲：谷本新）
  - 嘘よ（2017年、作曲：弾厚作）
- 牧村三枝子
  - 一ぱいのお酒（1996年、作曲：馬飼野俊一）
- 松田優作
  - ブラザーズ・ソング（1981年、『ヨコハマBJブルース』主題歌、作曲：鈴木キサブロー、編曲：今剛） ※コーラスアレンジ
  - マリーズ・ララバイ（1981年、『ヨコハマBJブルース』挿入歌、作曲：鈴木キサブロー編曲：今剛）※コーラスアレンジ
- 美川憲一
  - よせよ（1988年、作曲：鈴木淳）
  - 昔あなたを愛した（1994年、作曲：都志見隆）
  - この青空の下で（2009年、作曲：弦哲也）
  - たまらなく淋しくて（2012年、作曲：弦哲也）
  - 金の月（2012年、作曲：弦哲也）
- 三田村邦彦
  - 青春一気（1992年、『将軍家光忍び旅』主題歌、作曲：浜圭介）
- 南沙織
  - 愛なき世代（1978年、作曲：木戸一成）
  - グッバイガール（1978年、作曲：デヴィッド・ゲイツ）
- みのや雅彦
  - 笑えないピエロ（1983年、作曲：簑谷雅彦）
  - 哀しいつばさ（1983年、作曲：簑谷雅彦）
  - 戻れない日々（1985年、作曲：来生たかお）
- 都はるみ
  - ふるさとよ（1996年、作曲：浜圭介）
- 森進一
  - 冬の桑港（1989年、作曲：杉本真人）
  - 悲しい歌が流行ります（1992年、作曲：三木たかし）
  - 劇場の前（1992年、作曲：浜圭介）
  - 昭和最後の秋のこと（1999年、作曲：浜圭介）
- 森川美穂
  - 赤い涙（1986年、作曲：木森敏之）

### や行以降
- やしきたかじん
  - やっぱ好きやねん（1986年、作曲：鹿紋太郎）
  - 愛することを学ぶのに（1988年、作曲：来生たかお）
  - 東京（1993年、作曲：川上明彦）
  - さよならが言えるまで（1993年、作曲：坂本洋）
  - 泣いたら負け（1994年、作曲：坂本洋）
- 八代亜紀
  - 愛を信じたい（1991年、作曲：中崎英也）
  - 新宿なみだ町（2003年、作曲：鈴木淳）
- 山川豊
  - ナイアガラ・フォールズ（2012年、作曲：堀内孝雄）
- 山本譲二
  - 花 染められて（1994年、作曲：美樹克彦）
  - 君の歌になろう（1997年、作曲：浜圭介）
- 渡辺徹
  - 灼けつくメモリー（1983年、作曲：来生たかお）
  - 瞳シリアス（1984年、『風の中のあいつ』主題歌、作曲：筒美京平）

### アニメ・特撮
- スプーンおばさん（1983年）
  - 夢色のスプーン（オープニングテーマ、作曲：筒美京平、歌：飯島真理）
  - リンゴの森の子猫たち（エンディングテーマ、作曲：筒美京平、歌：飯島真理）
- 超人ロック（1984年）
  - 星のストレンジャー（主題歌、作曲：鈴木キサブロー、歌：STR!X）
  - RAINBOW BRIDGE（挿入歌、作曲：鈴木キサブロー、歌：STR!X、堀江美都子）
- 蒼き流星SPTレイズナー（1985年）
  - LA ROSE ROUGE（第26話以降のエンディングテーマ、作曲：林哲司、歌：富沢聖子）
- 仮面ライダーBLACK（1987年）
  - 仮面ライダーBLACK（オープニングテーマ、作曲：宇崎竜童、歌：倉田てつを）
  - Long Long Ago, 20th Century（エンディングテーマ、作曲：宇崎竜童、歌：坂井紀雄）
- 仮面ライダーBLACK RX（1988年）
  - 誰かが君を愛してる（エンディングテーマ、作曲：林哲司、歌：宮内タカユキ）
- 超人ロック ロードレオン（1989年）
  - 遠いオーロラ（エンディングテーマ、作曲：鈴木キサブロー、歌：長尾由起子）
- 忍者戦隊カクレンジャー
  - 星よ、にじむな!（挿入歌、作曲：瑞木薫、歌：宮内タカユキ）
- ビーファイターカブト（1996年）
  - ビーファイターカブト（オープニングテーマ、作曲：宇崎竜童、歌：樫原伸彦）
  - 大声で歌えば（エンディングテーマ、作曲：宇崎竜童、歌：樫原伸彦）